# Перекладина

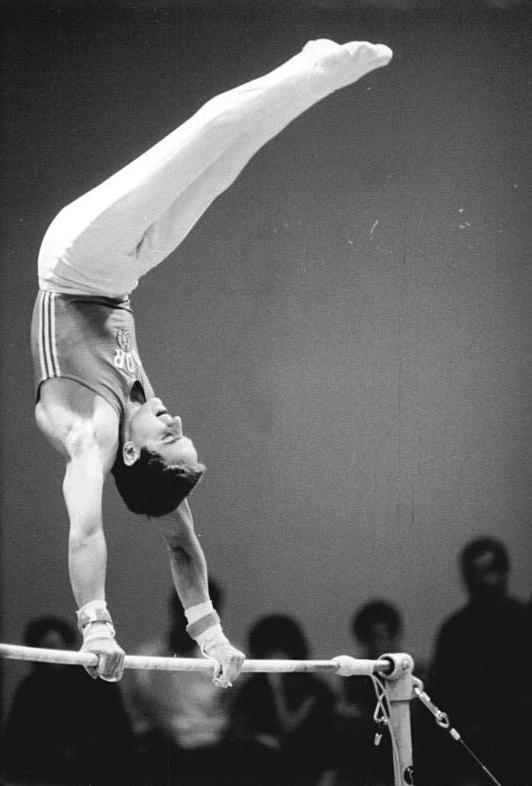
Гімнаст у вправах на перекладині (фото 1988 року)

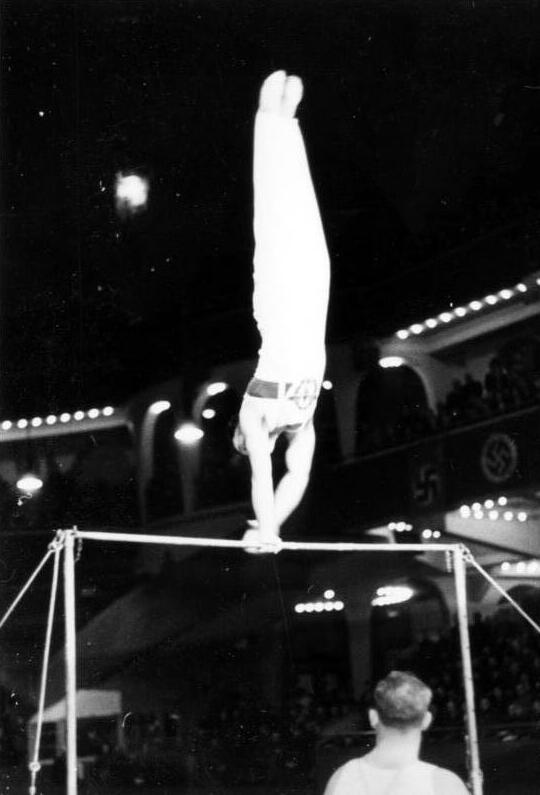
Гімнаст на перекладині

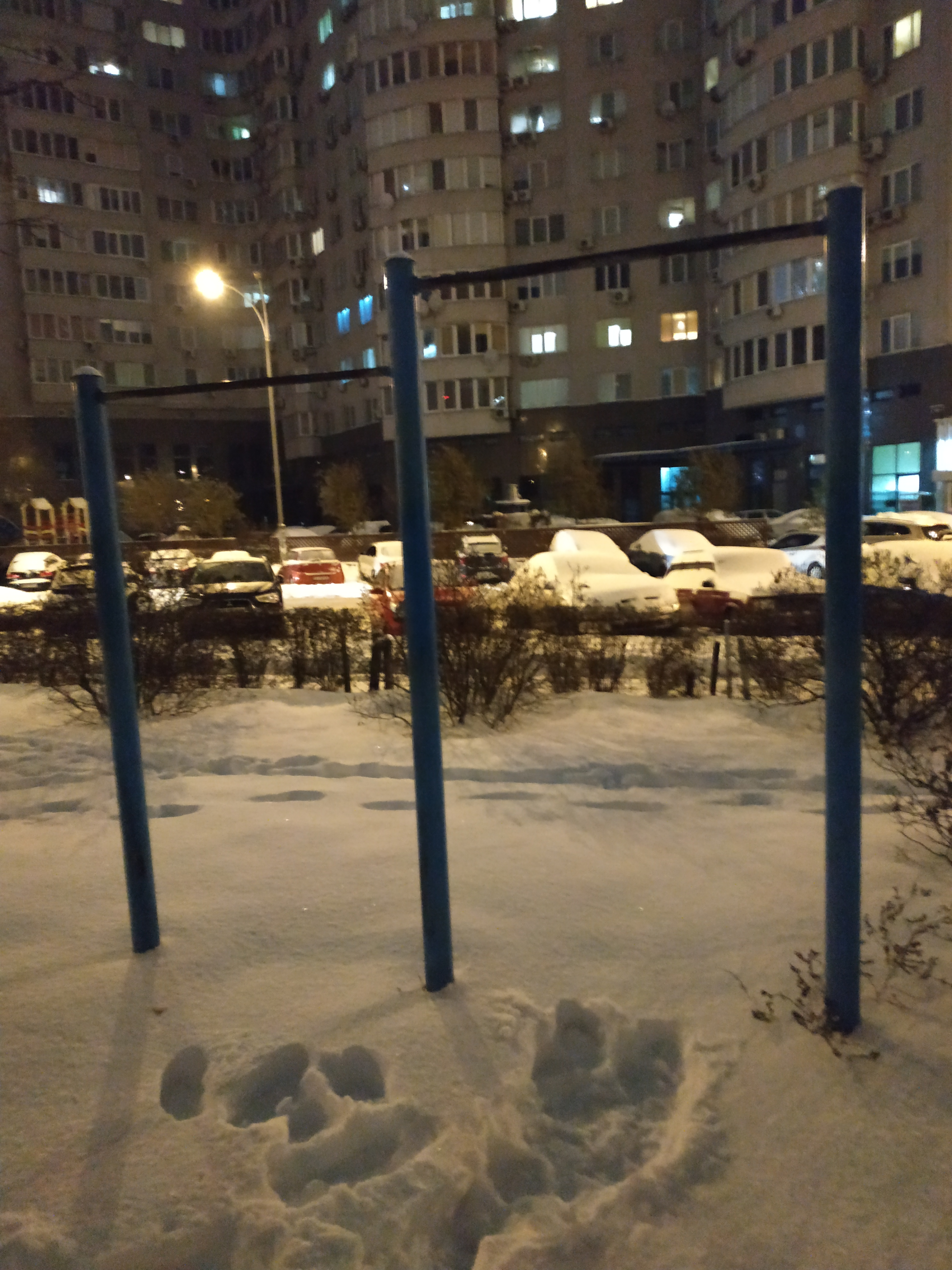
Турнік в Києві біля метро «Позняки»

Перекла́дина, або турні́к (від фр. tourner — «обертати, крутити») — гімнастичний спортивний прилад, у вигляді круглого сталевого бруса, горизонтально закріпленого на двох жердинах. Стандартні розміри перекладини: ширина — 240 см, висота — 255 см.
В гімнастиці перекладину першим застосував німець Фрідріх Людвіг Ян (Friedrich Ludwig Jahn), якого ще називають батьком гімнастики.
З 1896 року вправи на перекладині є олімпійською дисципліною. Згідно з олімпійськими правилами, вправи на перекладині класифікуються як чоловіче багатоборство.

## Олімпійські чемпіони у вправах на перекладині
- 1896: Герман Вайнгертнер (Hermann Weingärtner) (Німеччина)
- 1904 Антон Гайда (Anton Heida) (США) та Едвард Генніґ (Edward Hennig) (США)
- 1924: Леон Штукель (Leon Štukelj) (Югославія)
- 1928 Георгес Міц (Georges Miez) (Швейцарія)
- 1932 Даллас Денвер Бікслер (Dallas Denver Bixler) (США)
- 1936 Алексантері Саарвала (Aleksanteri Saarvala) (Фінляндія)
- 1948 Йозеф Штальдер (Josef Stalder) (Швейцарія)
- 1952 Якоб Гюнтард (Jakob Günthard) (Швейцарія)
- 1956 Оно Такасі (Takashi Ono) (Японія)
- 1960 Оно Такасі (Takashi Ono) (Японія)
- 1964 Борис Шахлін (СРСР)
- 1968 Михайло Воронін (СРСР) і (Akinori Nakayama) (Японія)
- 1972 Цукахара Міцуо (Mitsuo Tsukahara) (Японія)
- 1976 Цукахара Міцуо (Mitsuo Tsukahara) (Японія)
- 1980 Стоян Делчев (Болгарія)
- 1984 Морісуе Сіндзі (Shinji Morisue) (Японія)
- 1988 Володимир Артьомов (СРСР) і Валерій Люкін (СРСР)
- 1992 Трент Дімас (Trent Dimas) (США)
- 1996 Андреас Веккер (Andreas Wecker) (Німеччина)
- 2000 Олексій Нємов (Росія)
- 2004 Ігор Кассіна (Igor Cassina) (Італія)
- 2008 Цзоу Кай (КНР)
- 2012 Епке Зондерланд (Нідерланди)
- 2016 Фабіан Гамбюхен (Німеччина)